# Мухаммад Алам
Мухаммад Алам — султан Брунею з 1826 до 1828 року. Він був відомий своєю силою і енергією, також отримав прізвисько «Король Вогню» (Ріа Апуі).